# Карвялис, Витаутас (футболист)
Витаутас Карвялис (лит. Vytautas Karvelis; 1 апреля 1972) — литовский футболист, нападающий. Выступал за сборную Литвы.

## Биография
Начинал играть на взрослом уровне в 1990 году в чемпионате Литвы в команде «Вильтис», представлявшей Олимпийский спортивный центр Вильнюса. В том же сезоне перешёл в сильнейший клуб Литвы тех времён — вильнюсский «Жальгирис», в его составе выступал семь сезонов, сыграв около 100 матчей в высшем дивизионе. Становился чемпионом (1991, 1991/92), серебряным (1992/93, 1993/94, 1994/95) и бронзовым призёром (1990, 1995/96) чемпионата страны, неоднократным обладателем Кубка Литвы. Регулярно участвовал в играх еврокубков. В наиболее результативном для себя сезоне 1995/96 забил 11 голов и вошёл в десятку лучших бомбардиров чемпионата.
В 1997 году впервые перешёл в зарубежный клуб — «Видеотон» (Секешфехервар) из высшего дивизиона Венгрии, за два неполных сезона провёл 8 матчей. Весной 1998 года играл за вильнюсский «Локомотив», за полсезона забил 6 голов, в том числе 3 июня 1998 года в игре против клуба «Ранга» (5:3) отличился хет-триком. Осенью 1998 года выступал за «ФБК Каунас», ставший в итоге бронзовым призёром, но не доиграл сезон и весной 1999 года отправился в китайский клуб «Шэньчжэнь Пинъань Инсуранс». В первой половине сезона 2000 года играл за «Жальгирис», ставший в итоге серебряным призёром, забил за полгода 6 голов. Затем снова играл за границей — во втором дивизионе Польши за «КСЗО Островец» и в чемпионате Израиля за «Хапоэль Цафририм» (Холон).
После возвращения на родину провёл четыре сезона в клубе «Ветра», из них за три года в высшем дивизионе сыграл 51 матч и забил 9 голов. Бронзовый призёр чемпионата Литвы 2003 года, финалист Кубка Литвы 2002/03. В 2002 году со своим клубом выступал в первой лиге и стал её победителем, забив за сезон 18 голов (пятое место в споре бомбардиров первой лиги). В конце карьеры играл за «Утенис» в первой лиге.
Дебютировал в национальной сборной Литвы 17 ноября 1991 года в матче Кубка Балтии против Латвии. В дальнейшем сыграл 2 товарищеских матча в 1993 году (в некоторых источниках не считаются официальными) и 6 матчей — в 1998 году, всего на его счету 9 игр за сборную.

## Достижения
- Чемпион Литвы: 1991, 1991/92
- Серебряный призёр чемпионата Литвы: 1992/93, 1993/94, 1994/95
- Бронзовый призёр чемпионата Литвы: 1990, 1995/96, 2003
- Обладатель Кубка Литвы: 1991, 1992/93, 1993/94
- Финалист Кубка Литвы: 1990, 1991/92, 1994/95, 2002/03